# Hunter College
Hunter College es una universidad que se integra en el sistema público de la Universidad Municipal de Nueva York, en Estados Unidos.
Fue fundada en 1870 y se encuentra situada en el Upper East Side de Manhattan, Nueva York.

## Divisiones
Cuenta con más de cien cursos de estudio. La universidad consiste en cinco escuelas y un instituto: 
1. Escuela de Artes y Ciencias
2. Escuela de Educación
3. Instituto Roosevelt de Política Pública
4. Escuela de Ciencias de la Salud
5. Escuela de Enfermería
6. Escuela de Trabajo Social